# Alkestis (mythologisch figuur)
Alkestis (Oudgrieks: Ἄλκηστις) of Alcestis is een figuur uit de Griekse mythologie.  In de Griekse sagenwereld is ze het klassieke voorbeeld van liefde en huwelijkstrouw.

## Alkestis en Admetus

### Admetus' godengeschenk
Alkestis was een dochter van Pelias, koning van Iolkos. Zij huwde met Admetos, koning van Ferai, een van de Argonauten die het Gulden Vlies terughaalden. Apollo, de lievelingszoon van Zeus werkte op bevel van zijn vader en als straf, een jaar lang als slaaf bij Alkestis en Admetus. Toen dat jaar ten einde was, was Apollo van de mensen gaan houden en, voordat hij terugkeerde naar zijn eigen godenwereld, gaf hij aan Admetus een geschenk. Dat geschenk bestond eruit dat Admetus zijn leven naar believen kon verlengen als hij een vrijwilliger vond om in zijn plaats te sterven.

### Alkestis' opoffering
In de bloei van zijn leven werd Admetus ziek en zijn dood naderde. In alle rangen en standen zocht Admetus naar een vrijwilliger die voor hem wilde sterven, maar niemand, zelfs de geringste slaaf niet, wilde in zijn plaats sterven. Uiteindelijk bood zijn vrouw Alkestis zich aan, want, zo zei ze, ze zou toch zonder hem niet kunnen verder leven. Admetus moest wel beloven om goed voor de kinderen te zorgen en met geen andere vrouw te trouwen. Admetus beloofde het en verkeerde opeens in een blakende gezondheid terwijl Alkestis stierf. Toen kreeg Admetus spijt en wilde samen met Alkestis sterven, maar hij was gebonden aan de eed die hij gezworen had om voor de kinderen te zorgen. In stilte bereidde hij de rouwplechtigheid voor en ging zijn vrouw begraven.

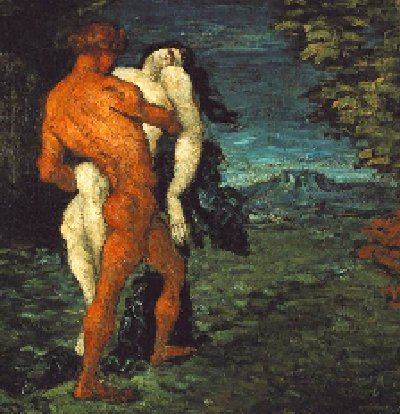
Ontvoering van Alkestis door Herakles uit de onderwereld (Paul Cézanne)

## Twee verhalen over Alkestis' ontsnapping aan de dood
Er zijn twee versies van Alkestis' ontsnapping aan de dood:

### Herakles redt Alkestis
Het eerste verhaal vertelt dat Admetus' beste vriend Herakles, die samen met hem tot de Argonauten behoorde, op bezoek kwam. Hij zag de vele betraande gezichten aan de hofhouding en vroeg wat er aan de hand was. De dienaars vertelden hem dat hun geliefde vorstin Alkestis gestorven was en dat Admetos haar was gaan begraven. Toen Herakles dit hoorde verliet hij onmiddellijk het paleis. Toen Herakles na enige tijd terugkeerde naar het paleis trof hij zijn vriend Admetos in een diepe droefheid aan. "Ik heb een geschenk voor U meegebracht om uw droefheid weg te nemen", zei hij. Naast hem stond een jonge gesluierde vrouw. Maar Admetos antwoordde:"Ik heb gezworen nooit meer een andere vrouw te huwen en ik wil mijn woord niet breken." "Bekijk haar dan omwille van onze vriendschap" zei Herakles. Admetus nam zachtjes de sluier van de vrouw weg en voor hem stond Alkestis. "Ik heb er hard voor moeten vechten," zei Herakles, "maar de dood kan niet winnen tegen de zoon van Zeus."

### Persephone schenkt Alkestis het leven
De tweede versie vertelt dat de godin Persephone, vrouw van Hades (god van de onderwereld) zo ontroerd was door Alkestis' toewijding, dat zij haar vrijliet en opnieuw het leven schonk, en haar zo herenigde met haar geliefde echtgenoot Admetus.